# Herøy (Nordland)
Pour les articles homonymes, voir Herøy.
Herøy est une kommune de Norvège. Elle est située dans le comté de Nordland.

## Localités
- Brasøya
- Husvær (65° 55′ 00″ N, 12° 07′ 00″ E)
- Nordøya
- Nordstaulen
- Prestøya
- Sandvær
- Seløy
- Silvalen (65° 59′ 00″ N, 12° 17′ 27″ E)
- Skipbåtsvær (66° 07′ 00″ N, 12° 02′ 00″ E)
- Ytre Øksningan